# Damian Lewis
Damian Watcyn Lewis, OBE (St. John's Wood, Londres, 11 de fevereiro de 1971) é um ator e produtor inglês, mais famoso por interpretar o Detetive Charlie Crews na série Life, o Major Richard Winters na minissérie Band of Brothers e o Sargento Nicholas Brody na série Homeland, um desempenho que lhe valeu um Emmy e Globo de Ouro.

## Início da vida
Lewis nasceu em St. John's Wood, Westminster, filho de Charlotte Mary (Charlotte Bowater quando solteira) e J. Watcyn Lewis, um corretor da cidade. Seus avós paternos eram galeses. Seu avô materno foi o prefeito de Londres, Ian Frank Bowater e sua avó materna foi Bertrand Dawson, e o primeiro Vinconde de Dawson of Penn (um médico da família real britânica) e filantropo Alfred Yarrow.
Lewis foi várias vezes aos Estados Unidos para visitar familiares durante o verão quando era criança e decidiu se tornar ator aos 16 anos. Ele foi educado na escola independente Ashdown House na aldeia de Forest Row, East Sussex e em Eton College e graduou-se na Guildhall School of Music and Drama, em 1993, após isso serviu como um ator de teatro para a Royal Shakespeare Company. Durante seu tempo com a RSC, interpretou Borgheim na produção de Adrian Noble, de Little Ibsen Eyolf, bem como em Posthumus Cymbeline Shakespeare. Ele também estrelou em outra peça de Ibsen, Pilares da Comunidade.
Ele já trabalhou como operador de telemarketing para venda de alarmes de carro, um trabalho que ele detestava.

## Carreira
Lewis também apareceu na produção Hamlet, de Jonathan Kent, interptetando Laertes ao lado Ralph Fiennes que interpretou Hamlet. Esta produção foi vista por Steven Spielberg, que posteriormente chamou Lewis para interpretar Richard Winters na minissérie Band of Brothers, o seu primeiro papel que exigiu um sotaque americano.
Em 2003, participou do filme O Apanhador de Sonhos, baseado na obra Dreamcatcher de Stephen King, onde interpretou o papel de Gary "Jonesy" Jones.
Em fevereiro de 2006, tornou-se embaixador da justiça no comércio de Christian Aid, uma organização de caridade do Reino Unido. Ainda naquele ano, ele também apareceu no drama de Stephen Poliakoff intitulado Friends and Crocodiles. Também em 2006, ele jogou pela Inglaterra num evento chamado Soccer Aid ocorrido no final de maio daquele ano, e participou do All Star Cup, evento de golfe realizado na Europa no final de agosto, ambos mostrados na ITV. Ele interpretou Yassen Gregorovich no filme Alex Rider contra o tempo.
Em 2008, Lewis estrelou como o personagem principal na série americana Life na NBC. Ele interpreta um policial acusado de assassinato e mantido na prisão por 12 anos de 1995 a 2007 antes de ser exonerado. O espetáculo estreou nos Estados Unidos em 26 de setembro de 2007. No ano seguinte, ele apareceu no papel principal em um filme intitulado The Baker, dirigido por seu irmão, Gareth Lewis, e assumiu o papel de apoio de Rizza em The Escapist, que ele também ajudou a produzir.
Em 2013, interpretou Capuleto na adaptação cinematográfica da peça de William Shakespeare, Romeu e Julieta.
Atualmente interpreta  Robert Axelrod na série Billions pela Netflix. (2016)

## Vida pessoal
A mãe de Lewis morreu em um acidente de carro na Índia em 2001, um incidente que, de acordo com uma entrevista dada em 2006, ele classificou como "a única coisa mais terrível que aconteceu na minha vida". No final de 2004, Lewis começou a namorar a atriz Helen McCrory. Os dois se casaram em 4 de julho de 2007 e permaneceram casados até sua morte em abril de 2021. Juntos tiveram uma filha, Manon (nascida em setembro de 2006), e um filho, Gulliver (nascido em Novembro de 2007). Eles moram em Los Angeles. Lewis é um conhecido fã do Liverpool Football Club.

## Televisão
- 2022 - A Spy Among Friends - Nicholas Elliot [3]